# Pis-Emmwar
Pis-Emmwar ( o Piis-Emwar) è un atollo delle Isole Caroline. Amministrativamente è una municipalità del Distretto Mortlocks, di Chuuk, uno degli Stati Federati di Micronesia. 
Ha 397 abitanti (Census 2008).